# Ambassadeur des États-Unis

Drapeau des ambassadeurs des États-Unis.

Les ambassadeurs des États-Unis (en anglais : ambassadors of the United States ou United States ambassadors) sont les représentants des États-Unis d'Amérique auprès de pays tiers, nommés par le président des États-Unis et confirmés par le Sénat.
Ils peuvent être révoqués à tout moment par le président. Comme les ambassades sont rattachées au département d'État des États-Unis, les ambassadeurs rapportent directement au secrétaire d'État des États-Unis.
Le système de sélection et de recrutement est complexe, diversifié et sélectif.

## Listes d'ambassadeurs des États-Unis

### Pays
- Ambassadeur des États-Unis en Belgique
- Ambassadeur des États-Unis en France
- Ambassadeur des États-Unis en Israël
- Ambassadeur des États-Unis aux Pays-Bas
- Ambassadeur des États-Unis au Royaume-Uni
- Ambassadeur des États-Unis en Russie
- Ambassadeur des États-Unis en Suède
- Ambassadeur des États-Unis en Ukraine

### Organisations internationales
Auprès des organisations internationales, les ambassadeurs portent le titre de représentant permanent.
- Ambassadeur des États-Unis auprès des Nations unies
- Ambassadeur des États-Unis auprès de l'Union européenne
- Ambassadeur des États-Unis auprès de l'Organisation du traité de l'Atlantique nord